# Democratisch Links
Democratisch Links (Grieks: Δημοκρατική Αριστερά - ΔΗΜ.ΑΡ., Dimokratiki Aristera - DIMAR) is een Griekse democratisch-socialistische en sociaaldemocratische partij.
De partij werd opgericht op 27 juni 2010 en is een afsplitsing van het hervormingsplatform Synaspismós. Bij de Griekse parlementsverkiezingen van juni 2012 behaalde de partij 6,25% van de stemmen en 17 zetels. De politieke leider is Fotis Kouvelis. De partij nam deel aan het kabinet-Samaras tot 21 juni 2013.